# Св. Георгій, Св. Доротея і мадонна з немовлям
«Св. Гео́ргій, Св. Дороте́я і мадонна з немовлям» (італ. Madonna tra i santi Giorgio e Dorotea) — картина релігійного спрямування, що створив венеційський художник Тіціан невдовзі по передчасній смерті Джорджоне.

## Історія
Тіціан прибув у Венецію з малого містечка Кадоре в надії стати майстром мозаїк. На той період важливі місця в художньому житті Венеції посіли старий Джованні Белліні (1430—1516) і високо обдарований Джорджоне (1477—1510), що відсунуло амбітного Тіціана в тінь двох справжніх велетнів венеційського мистецтва.
На початку 16 ст. перед Тіціаном стояло два значні завдання — підтягти рівень власної майстерності до рівня Джованні Белліні та Джорджоне і позбутися могутніх конкурентів у їх особі. Картини Тіціана почали плутати з творами Джорджоне вже за життя обох, а ця плутанина зберегла актуальність до 20 століття.
- «Молоді художники не мали шансів на успіх, якщо не починали працювати в стилі Джорджоне» (Бернард Беренсон).
- «Тіціан, побачивши техніку і манеру Джорджоне, покинув манеру Джованні Белліні і перейшов на манеру Джорджоне. Навчився в короткий термін так точно копіювати його знахідки, що картини Тіціана часто приймали за твори Джорджоне» (Джорджо Вазарі).

Картина «Св. Георгій, Св. Доротея і мадонна з немовлям» створена близько 1518 року, тобто в період, коли самовпевнений майстер досяг рівня майстерності конкурентів-попередників і пішов далі них уже власним шляхом.

## Опис твору
У невеликому просторі картини скупчилися чотири постаті. Ліворуч — кремезний вояк зі списом; у фігурі розпізнають Св. Георгія. Спис почали розглядати як відомий атрибут вояка-святого, що убив ним колись страхітливого дракона. На невеликому узвишші на тлі зеленої завіси сидить мадонна з немовлям. Між ними білява красуня з кошиком квітів, котрі вона піднесла дитині. Її розпізнають як Св. Доротею.
Композиція — розповсюджений варіант релігійного твору, котрий мав у венеційців назву «Свята бесіда». Зазвичай жанр «Свята бесіда» мав невеликі розміри і призначався не для церков, а для приватних помешкань.
Твір вражав після спостережень поєднанням ідеального — з реалістичним, високого — з брутальним. Мадонна — ідеалізована і імперсональна красуня, що переходитиме з одної картини майстра в другу. Неканонічність образу Св. Георгія просто колола очі, незважаючи на спис, атрибут святого, і обладунки лицаря. В образі Св. Доротеї — відома венеційська красуня і модель декількох картин Тіціана Віоланта.

## Провенанс
Картина Тіціана була практично першою серед низки творів венеційського художника, що почав купувати іспанський король Філіп ІІ. 1593 року картину передали у монастир Ескоріал. 1839 року картину передали у новостворений музей Прадо в місті Мадрид.

## Галерея

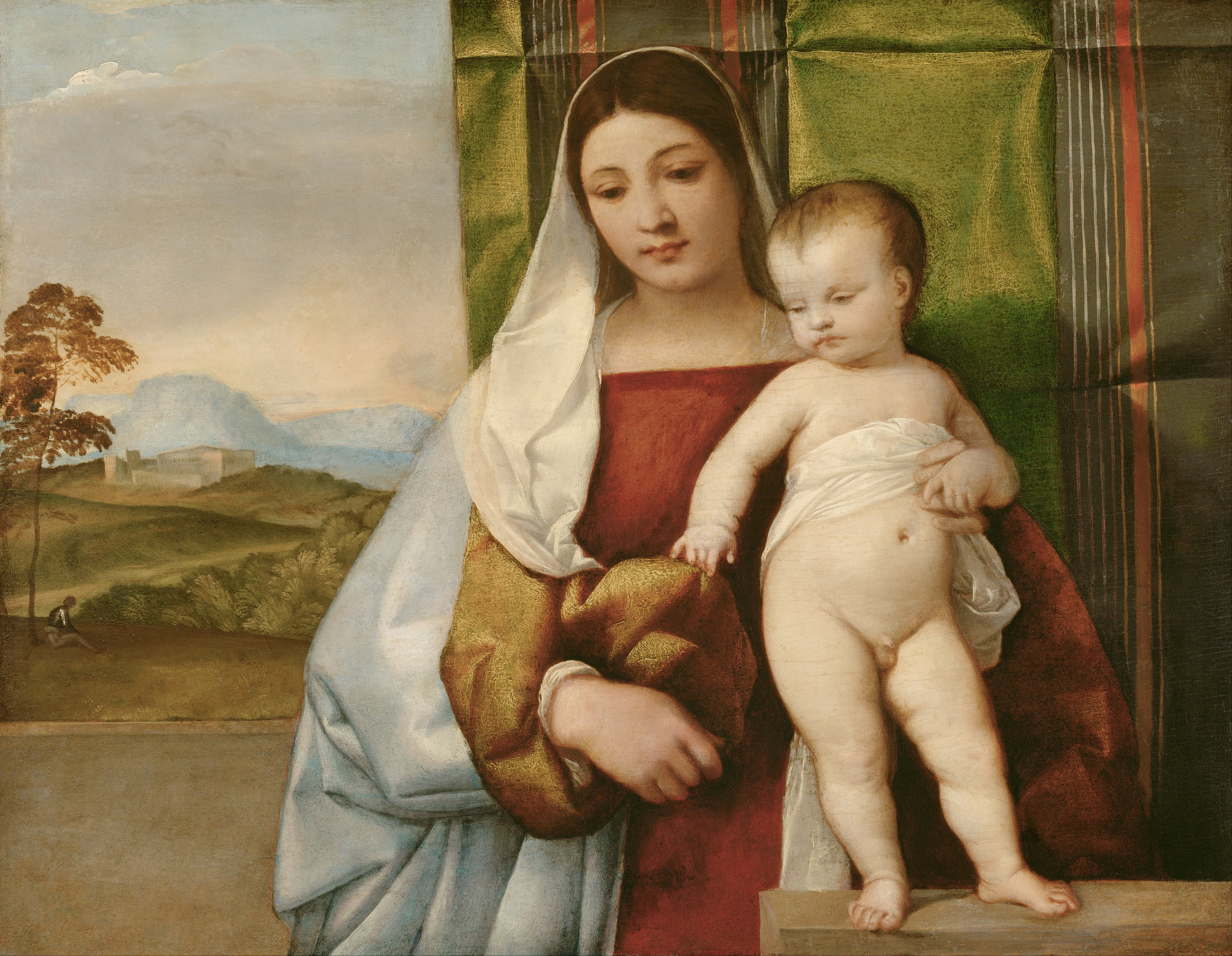
«Циганська мадонна», бл. 1511/12. Музей історії мистецтв, Відень.
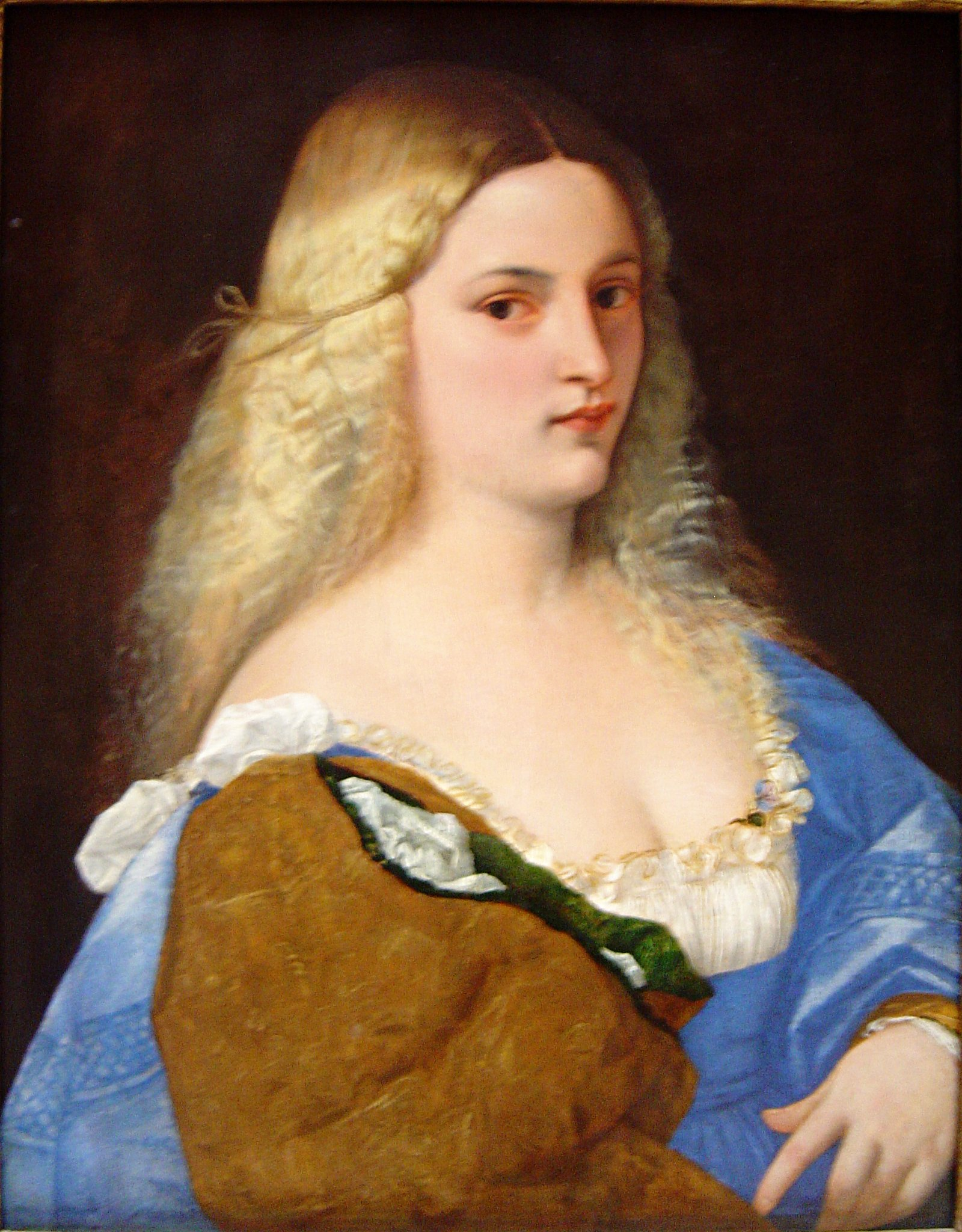
«Віоланта», бл. 1517 р., Музей історії мистецтв, Відень
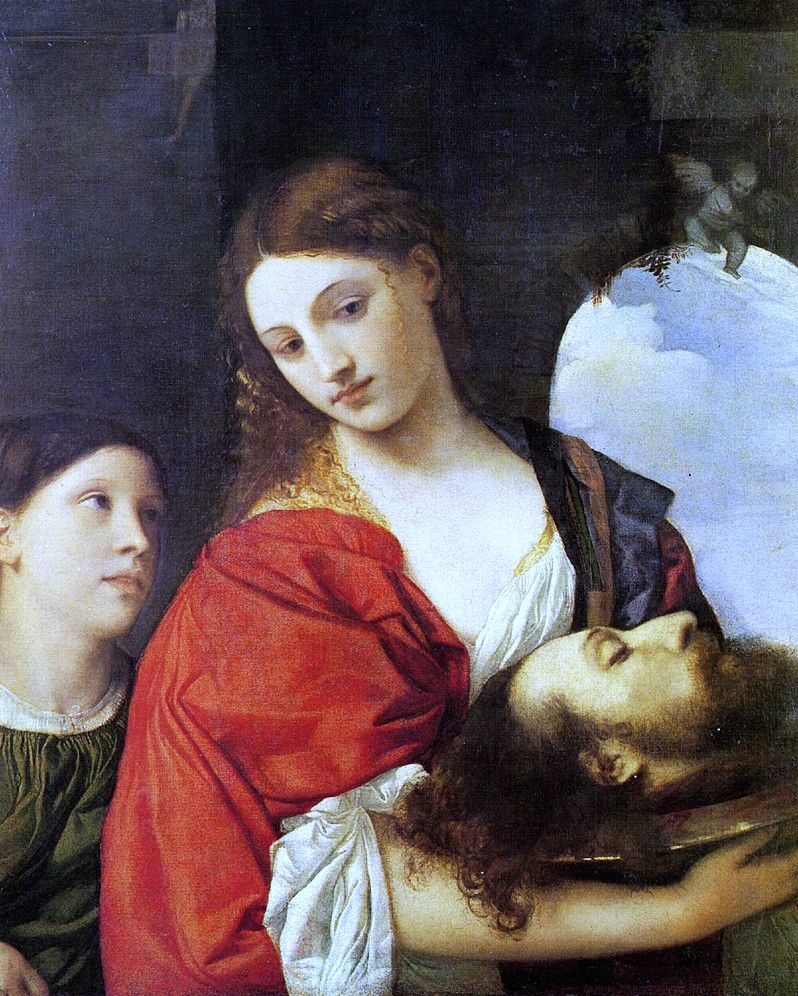
«Саломея», бл. 1515 р., Галерея Доріа-Памфілі